# Бінья Дгаммараза
Бінья Дгаммараза (бірм. ဗညား ဓမ္မရာဇာ, монська ဗညာ ဓမ္မရာဇာ; 1392 — 1424) — 10-й володар монської держави Гантаваді у 1421—1424 роках. Протягом панування боровся з державою Ава, а також зі своїми братами, що зрештою призвело до загального послаблення Гантаваді.

## Життєпис

### Молоді роки
Син Разадаріта. Ім'я його матері втрачено в історії, хоча вона, можливо, була однією з головних дружин. Народився 1392 року, отримавши ім'я Бінья Чан. Виховувався в царському палаці в Пегу, вважався ймовірним спадкоємцем, отримуючи відповідну освіту. В подальшому змінив ім'я на Дгаммараза Втім під час війн з царством Ава не брав участі у військових діях, внаслідок чого не отримав необхідного на той час досвіду. Можливо Разадаріт боявся змови.
Лише у травні 1413 року приєднався до війська під час боїв біля П'ї піфд командуванням Бінья Дала. Командував невеличким загоном. У першій сутичці разом зі зведеним братом Бінья Бассейн за межами Дали відтіснив аванського командувача Міньєчавсву після того, як основна армія Бінья Дали була розбита. У 1414—1415 роках успішно захищав столицю Пегу, коли його батько вирішив відступити до Мартабану. Бінья Бассейн і Бінья Дала винесли основний тягар атак ворожого війська, але Дгаммараза очолив контратаку. 13 березня 1415 року в битві біля Пегу завдав рішучої поразки Міньєчавсві, що загинув.
У 1416 році Разадаріт доручив Дгаммаразі очолити вторгнення до Таунгу, південно-східне володіння Ави. Отримав для цього 7 тис. піхоти, 500 вершників, 30 слонів. Але в битві біля цього міста Бінья Дгаммараза зазнав тяжкої поразки від Тхіхату, намісника П'ї. Це підірвало його військовий авторитет. Тому у новій війні проти Ави в 1417—1418 роках він не брав участі у битвах. Згодом до самої смерті батька був відсторонений від військових справ, отримавши посаду намісника важливого міста Мартабана. 1418 року потрапив у полн Бінья Сет, намісник Дагону, що на той час був найвірогіднішим претендентом на статус офіційного спадкоємця.
1421 року раптово загинув Разадаріт. Бінья Дгаммараза вступив у протистояння зі зведеними братами Бінья Бассейн, намісник Сиріаму, і Бінья Чан, намісник Далу, яких вдалося здолати за підтримки знаті. Він прийняв тронне ім'я Тудо Дгамма Разадаріт.

### Панування
Невдовзі його зведенні брати повстали. Дгаммараза швидко замирився з Бінья Бассейном (той прийняв нове ім'я Ран), зробивши його спадкоємцем. Але він зайняв більш жорстку позицію проти Чана, відправивши армію, щоб взяти Далу. Останній опинився в скруті, звернувся до Тхіхату, царя Ави. В результаті 1422 року останньому вдалося захопити місто Дала. Чан наказав стратити командувачів ворожої армії Сміна Мо-Хвіна та Смін Пун-Сі. Але грабунки та здирництва авської армії призвели до переходу Біньї Чана на бік Біньї Дгаммарази. Авська армія зазнала поразки внаслідрок підступного вбивства Бінья Чаном її командувачів, й відступила з Дали. Дгаммараза погодився відновити Чана на посаді намісника Дали.
Знаючи, що аванське військо повернеться в наступний сухий сезон, Дгаммараза відчайдушно намагався зберегти підтримку своїх братів, розділивши владу. Він віддав провінцію Басейн на заході Бінья Рану, а провінцію Мартабан на сході — Бінья Чану. Фактично керував центральними володіннями держави. Але невдовзі Ран нахабно зайняв Далу і Дагон, які належали провінції Пегу. Ситуацію погіршувала боротьба між придворними групами знаті. Напередодні вторгнення Ави в сухий сезон Бінья Ран фактично контролював усю дельту Іраваді, а також південь провінції Пегу, тоді як Дгаммараза — лише навколо столиці.
У листопаді 1422 року аванське військо знову атакувало Гантаваді в частині, якою володів Бінья Ран, який нічого не зміг протидіяти, втративши гирло Іраваді та місто Дала. Ран відступив до міста Дагон, яке було сильно укріплено. Через місяць після облоги, у січні 1423 року, Ран запропонував шлюбний союз, запропонувавши свою молодшу сестру Шінсо Пу аванському цареві Тхіхату. Він також передав місто Тарраваді останньому.
Дгаммараза не втручався в ці події, оскільки сподівався на послаблення брата-суперника, а також не мав відповідної військової потуги. В наступні роки залишався в Пегу, де був отруєний однією зі своїх дружин в 1424 році. Владу перебрав Бінья Ран I.